# Cylinder (Iowa)
Cylinder – miasto w Stanach Zjednoczonych, w stanie Iowa, w hrabstwie Palo Alto.

## Demografia
Zgodnie ze spisem statystycznym z 2000, miasto liczyło 110 mieszkańców. W 2023 liczba mieszkańców spadła do 85 osób, a gęstość zaludnienia do 425 osób/km².